# Båtsvika
Båtsvika est une localité du comté de Nordland, en Norvège.

## Géographie
Administrativement, Båtsvika fait partie de la kommune de Fauske.